# Broto
Brotos (português brasileiro) ou rebentos (português europeu) são a parte visível de plantas em estágios iniciais de desenvolvimento, no geral consistindo de um caule em desenvolvimento e folhas. O nome também se aplica aos rebentos jovens (normalmente do ano) que constituem as rametas de árvores e arbustos.

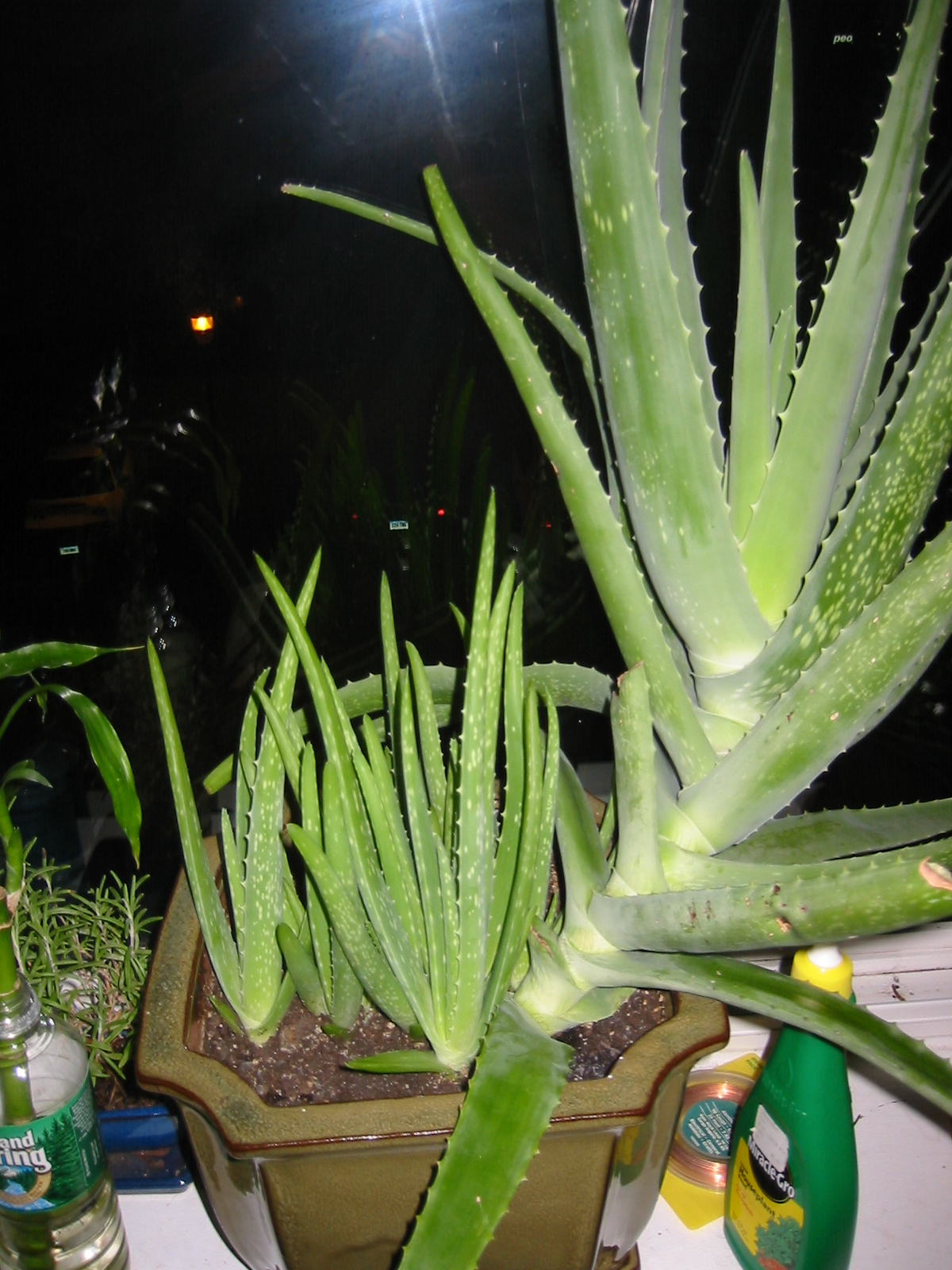
Broto de babosa, à esquerda.

Os rebentos são, frequentemente, comidos por animais porque as paredes celulares de suas células ainda estão em desenvolvimento, fazendo com que suas fibras sejam mais fáceis de digerir. Como proteção, certas plantas produzem toxinas que fazem com que os brotos sejam inedíveis ou menos saborosos.